# 冥界

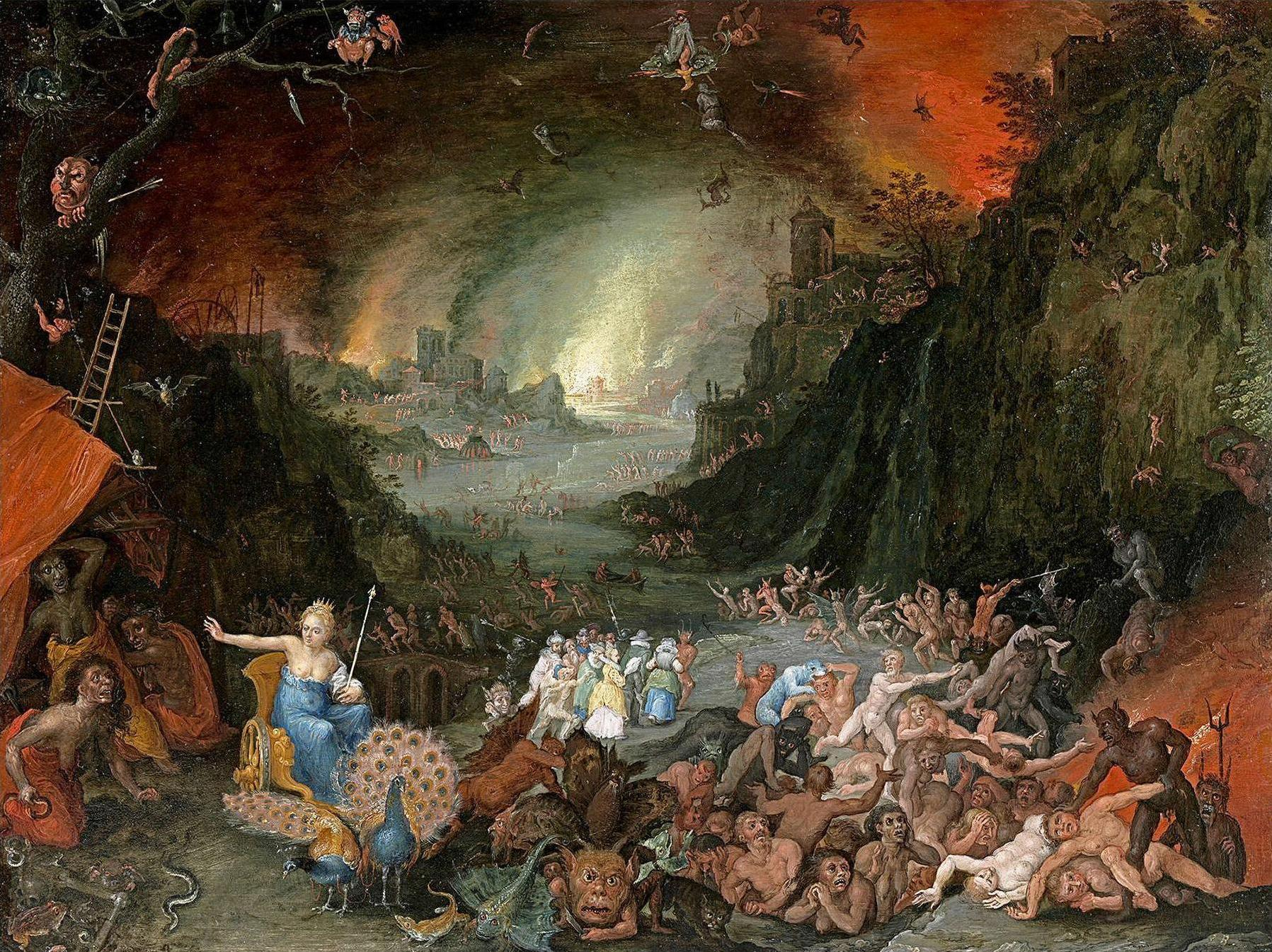
ヤン・ブリューゲル (子)の絵画『Juno in the Underworld』（1626 - 1630年）

冥界（めいかい/みょうかい）は、様々な宗教的伝統や神話において死後に行くとされる世界のこと。冥府（めいふ）、冥土（めいど）、あの世（あのよ）などともいう。
冥界の概念はほぼすべての文明に見られ、人類の歴史と同じくらい古いともいわれる。多くの神話には死者の魂が自ら冥界へ旅立つという概念が取り入れられ、死者は湖や川といった障害物を越えて冥界へ辿り着く必要があるとされている。一部の地域では、亡くなった人物が冥界をより良く移動するために服装や装備を整えるという文化がある。

## 冥界の種類
- 古来、中国で用いられ、また日本神話・古神道・神道でも用いられ、さらに旧約聖書の中のSheolというヘブライ語の訳語としても使用される用語。
  - 黄泉
- 日本神話・古神道・神道の用語。
  - 黄泉
  - 常世
  - 根の国
- 仏教に由来する用語。
  - 来世
  - 彼岸
  - 中陰
- 琉球神道の用語。
  - ニライカナイ
- アイヌユーカラの用語。
  - ポクナモシリ - 現世アイヌモシリに対して、ポクナ（下の方の）＋モシリ(国土)で、冥界の意味で用いられる[5]。死後も普通の世界と同じであるが、食べものは子孫の供え物を食べると考えられた[5]。ウェンカムイ（悪神・魔物）は、テイネポクナモシリ（冥界・地獄とも）に送られるとされる[6]。
- ギリシャ神話における用語
  - ハーデース - 冥界を治める神であると同時に、冥界そのものも指す用語
- インド神話
  - パーターラ
- アステカ神話
  - ミクトラン
- マヤ神話における冥界
  - シバルバー
- スピリチュアリズムなどで用いられる用語。
  - 霊界
- 特定の宗教や霊魂の善悪に関わらず、一般的に死後の世界や霊魂が行くとされる世界を指すための用語。
  - 他界 - 異界
- 特に悪い霊魂が行くとされる世界を指す用語。
  - 地獄
    - 地獄 (仏教)（奈落）
    - 地獄 (キリスト教) （シェオルすなわちハデスとゲヘナが訳し分けられる）
      - 煉獄（ローマ・カトリック教会） - 辺獄（ローマ・カトリック神学）

    - ヘルヘイム（北欧神話）